# Romiatge del Venturós Pelegrí
Romiatge del Venturós Pelegrí és un poema en codolada de final del segle XV o principi del segle xvi, conegut per les edicions del segle xvii i molt llegit fins ben entrat el segle xix. Té uns 1200 versos.
L'argument és senzill. Després de passar per França durant el seu pelegrinatge cap a Roma, l'home es troba en una situació difícil, patint gana i les inclemències del temps. De nit es troba una ànima del purgatori que li demana que li guanyi el jubileu perquè es pugui salvar. S'hi troben algunes notes humorístiques i de crítica social, assenyalant per exemple l'enriquiment d'alguns a costa dels problemes de la resta dels ciutadans.